# ترمنايتور 3: رايز أوف ذا ماشينز
المبيد 3: نهوض الآلات (بالإنجليزية: Terminator 3: Rise of the Machines)‏ فيلم من أفلام الحركة والخيال العلمي من إنتاج عام 2003م، الفيلم هو ضمن متابعة لجزئين سابقين للمخرج والكاتب الموهوب جيمس كاميرون "James Cameron"، ومن بطولة الممثل النمساوي الأصل وبطل كمال الأجسام آرنولد شوارزنيجر "Arnold Schwarzenegger" ولكن من إخراج جوناثان موستو .

## ملخص الأحداث
يعيش "جون كونور" وحيداً بعد وفاة والدته "ساره كونور بمرض سرطان الدم بعد أن نجحا في إيقاف يوم الحساب وتُرسل "سكاي نت" من المستقبل تي إكس (كريستانا لوكن) ، وهو روبوت قاتل بهيئة أنثى للقضاء على كل أعضاء المقاومة في شبابهم، بينما يرسل "جون كونور" من المستقبل أيضاً سايبورج جديد للدفاع عنه وعن زوجته المستقبلية "كاثرين بروستر"، وتدور احداث الفيلم في محاولات السايبورج من اجل حماية كونور وبروستر وينجح في النهاية في التخلص من سايبورج T-X وتوصيل كل من جون كونور وكاثرين بروستر إلى مكان آمن من الحرب النووية المحتومة حتي يبقيا على قيد الحياة ليقودا مقاومة البشرية ضد سيطرة سكاي نت على العالم.

## تقييم الفيلم
الفيلم ممتاز من حيث الاخراج والقصة وكان مثل الجزئين السابقين والذين قام بإخراجهما المخرج جيمس كاميرون لكن الأبطال المساعدين غير مناسبين .

## وصلات خارجية
- تيرميناتور 3: نهوض الآلات على موقع IMDb (الإنجليزية)
- تيرميناتور 3: نهوض الآلات على موقع ميتاكريتيك (الإنجليزية)
- تيرميناتور 3: نهوض الآلات على موقع روتن توميتوز (الإنجليزية)
- تيرميناتور 3: نهوض الآلات على موقع قاعدة بيانات الأفلام العربية
- تيرميناتور 3: نهوض الآلات على موقع ألو سيني (الفرنسية)
- تيرميناتور 3: نهوض الآلات على موقع Turner Classic Movies (الإنجليزية)
- تيرميناتور 3: نهوض الآلات على موقع أول موفي (الإنجليزية)
- تيرميناتور 3: نهوض الآلات على موقع بوكس أوفيس موجو (الإنجليزية)
- تيرميناتور 3: نهوض الآلات على موقع فيلمافينيتي (الإسبانية)
- تيرميناتور 3: نهوض الآلات على موقع قاعدة بيانات الأفلام السويدية (السويدية)